# هارون غريفز
هارون غريفز (بالإنجليزية: Aaron Greaves)‏ هو لاعب كرة قدم أسترالية ومدرب رياضي أسترالي، ولد في 20 نوفمبر 1977.